# Nederland op de Paralympische Zomerspelen 1996
Nederland nam deel aan de Paralympische Zomerspelen 1996 in Atlanta.

## Medailleoverzicht
| Sport        | Olympiër | Discipline                | Medaille |
| ------------ | --- | ------------------------- | -------- |
| Atletiek     | Willem Noorduin | Kogelstoten T35 (v)       | Goud     |
| CP-voetbal   | Carlo Dengerink Olaf Donners Percy Enser Rene Glimmerveen Peter Guntlisbergen Paul Heersink Dirk Hennink Olaf Karssen Arno de Jong Jaap de Vries Rudy van Breemen                                          | Mannen                    | Goud     |
| Tennis       | Ricky Molier | Individueel (m)           | Goud     |
| Tennis       | Maaike Smit | Individueel (v)           | Goud     |
| Tennis       | Monique Kalkman-Van den Bosch Chantal Vandierendonck | Dubbelspel (v)            | Goud     |
| Atletiek     | Jan Mulder Pascal Schoots | achtervolging open (m)    | Goud     |
| Zwemmen      | Alwin de Groot | 50 m Vrije Slag S10 (m)   | Goud     |
| Zwemmen      | Alwin de Groot | 100 m Rugslag S10 (m)     | Goud     |
| Zwemmen      | Alwin de Groot | 100 m Vrije Slag S10 (m)  | Goud     |
| Zwemmen      | Alwin de Groot | 200 m Wisselslag SM10 (m) | Goud     |
| Zwemmen      | Alwin de Groot | 400 m Vrije Slag S10 (m)  | Goud     |
| Zwemmen      | Alwin Houtsma | 50 m Vrije Slag MH (m)    | Goud     |
| Zwemmen      | Alwin Houtsma | 100 m Vrije Slag MH (m)   | Goud     |
| Zwemmen      | Jurjen Engelsman | 100 m Schoolslag SB9 (m)  | Goud     |
| Zwemmen      | Syreeta van Amelsvoort | 100 m Vlinderslag S8 (v)  | Goud     |
|              | |                           |          |
| Basketbal    | Erna Benneker Yolanda Broerse Jorien Buurman Asjoesja Ibrahimi Jennette Jansen Jozima Mosely Ingeborg Tiggelman Jaapje de Zeeuw Evelina van Leeuwen Marja van Leeuwen Jeanine van Veggel Guda van der Laan | Vrouwen                   | Zilver   |
| Boogschieten | Jappie Walstra | W2 (m)                    | Zilver   |
| Tennis       | Monique Kalkman-Van den Bosch | Individueel (v)           | Zilver   |
| Zwemmen      | Alwin de Groot | 100 m Schoolslag SB9 (m)  | Zilver   |
| Zwemmen      | Alwin de Groot | 100 m Vlinderslag S10 (m) | Zilver   |
| Zwemmen      | Jurjen Engelsman | 200 m Wisselslag SM10 (m) | Zilver   |
| Zwemmen      | Petra Reuvekamp | 400 m Vrije Slag S8 (v)   | Zilver   |
| Zwemmen      | Rutger Sturkenboom | 50 m Vrije Slag S9 (m)    | Zilver   |
| Zwemmen      | Rutger Sturkenboom | 100 m Vrije Slag S9 (m)   | Zilver   |
| Zwemmen      | Rutger Sturkenboom | 200 m Wisselslag SM9 (m)  | Zilver   |
| Zwemmen      | Syreeta van Amelsvoort | 200 m Wisselslag S8 (v)   | Zilver   |
|              | |                           |          |
| Atletiek     | Willem Noorduin | Discuswerpen T35 (m)      | Brons    |
| Atletiek     | Manfred Kooy | 800 m T37 (m)             | Brons    |
| Paardensport | Joop Stokkel | Verplichte kür Graad IV   | Brons    |
| Tafeltennis  | Gertrudis Laemers | Individueel Klasse 4 (v)  | Brons    |
| Tafeltennis  | Harold Kersten | Individueel Klasse 6 (m)  | Brons    |
| Tennis       | Chantal Vandierendonck | Individueel (v)           | Brons    |
| Tennis       | Ricky Molier Eric Stuurman | Dubbelspel (m)            | Brons    |
| Zwemmen      | Gerda Lampers | 100 m Schoolslag SB6 (v)  | Brons    |
| Zwemmen      | Jurgen Lentink | 100 m Rugslag B3 (m)      | Brons    |
| Zwemmen      | Jurgen Lentink | 100 m Schoolslag B3 (m)   | Brons    |
| Zwemmen      | Jurjen Engelsman | 100 m Vrije Slag S10 (m)  | Brons    |
| Zwemmen      | Laurentius van Geel | 100 m Schoolslag SB7 (m)  | Brons    |
| Zwemmen      | Petra Reuvekamp | 100 m Schoolslag SB7 (v)  | Brons    |
| Zwemmen      | Petra Reuvekamp | 100 m Vrije Slag S8 (v)   | Brons    |
| Zwemmen      | Syreeta van Amelsvoort | 100 m Schoolslag SB8 (v)  | Brons    |

## Deelnemers en resultaten
(m) = mannen, (v) = vrouwen (g) = gemengd 

### Atletiek
| Paralympiër       | Onderdeel            | Resultaat        | Prestatie      |
| ----------------- | -------------------- | ---------------- | -------------- |
| Arie de Graaf     | 1500 m T52-53 (m)    | 5de in de heats  | 3:17.27 s      |
| Arie de Graaf     | 10.000 m T52-53 (m)  | 8ste in de heats | 23:18.19 s     |
| Arie de Graaf     | Marathon T52-53 (m)  | 35               | 1:47:17 s      |
| Henricus van Hout | 10.000 m T52-53 (m)  | 9de in de heats  | 23:41.35 s     |
| Henricus van Hout | Marathon T52-53 (m)  | 49               | 1:58:19 s      |
| Iwan van Breemen  | 1500 m T52-53 (m)    | 6de in de heats  | 3:19.65 s      |
| Iwan van Breemen  | 10.000 m T52-53 (m)  | 8ste in de heats | 23:25.26 s     |
| Iwan van Breemen  | Marathon T52-53 (m)  | 15               | 1:37:31        |
| Manfred Kooy      | 800 m T37 (m)        | Brons            | 2:12.25        |
| Manfred Kooy      | 1500 m T34-37 (m)    | dnf              | Niet gefinisht |
| Ronald van Reeden | 200 m T52 (m)        | 7de in de heats  | 32.26 s        |
| Ronald van Reeden | 400 m T52 (m)        | 8ste in de heats | 1:02.89 s      |
| Ronald van Reeden | 800 m T52 (m)        | 8ste in de heats | 2:04.12 s      |
| Willem Noorduin   | Discuswerpen T35 (m) | Brons            | 32.86 m        |
| Willem Noorduin   | Kogelstoten T35 (m)  | Goud             | 13.74 m        |

### Bankdrukken
| Paralympiër  | Onderdeel     | Resultaat | Prestatie |
| ------------ | ------------- | --------- | --------- |
| Taqy Parnian | tot 60 kg (m) | 6         | 170 kg    |

### Basketbal
| Paralympiër | Onderdeel | Resultaat | Prestatie |
| --- | --------- | --------- | --------- |
| Erna Benneker Yolanda Broerse Jorien Buurman Asjoesja Ibrahimi Jennette Jansen Jozima Mosely Ingeborg Tiggelman Jaapje de Zeeuw Evelina van Leeuwen Marja van Leeuwen Jeanine van Veggel Guda van der Laan | vrouwen   | Zilver    |           |

| Paralympiër | Onderdeel | Resultaat | Prestatie |
| --- | --------- | --------- | --------- |
| Wilhelmus Cappetijn Mustafa Charif Jebari Ruud Dettmer Koen Jansens Servaas Kamerling Sander Markus René Martens Frank de Goede Anton de Rooij Jeffrey van Loon Gertjan van der Linden Kornelis van der Werf | Mannen    |           |           |

### Boogschieten
| Paralympiër    | Onderdeel | Resultaat | Prestatie |
| -------------- | --------- | --------- | --------- |
| Jappie Walstra | W2 (m)    | Zilver    | 100 pt    |
| Marco Mai      | W2 (m)    | 4         | 95 pt     |

### CP-voetbal
| Olympiër | Onderdeel | Resultaat | Prestatie |
| --- | --------- | --------- | --------- |
| Carlo Dengerink Olaf Donners Percy Enser Rene Glimmerveen Peter Guntlisbergen Paul Heersink Dirk Hennink Olaf Karssen Arno de Jong Jaap de Vries Rudy van Breemen | Mannen    | Goud      |           |

### Goalball
| Olympiër                                                                       | Discipline | Resultaat | Prestatie |
| ------------------------------------------------------------------------------ | ---------- | --------- | --------- |
| Jan Bommel Paul Noordegraaf Henri Nooyen Paul van Kemenade Ronnie van Kemenade | Mannen     |           |           |

### Paardensport
| Paralympiër   | Onderdeel                     | Resultaat | Prestatie          |
| ------------- | ----------------------------- | --------- | ------------------ |
| Joop Stokkel  | Verplichte kür Graad IV       | Brons     | 65.93 pt           |
| Joop Stokkel  | Korte kür met galop Graad III | 5         | 66.85 pt           |
| Mirjam Amsing | Verplichte kür Graad IV       | 16        | 45.69 pt           |
| Mirjam Amsing | Korte kür met galop Graad IV  | dnf       | Kür niet afgemaakt |

### Schietsport
| Paralympiër        | Onderdeel            | Resultaat | Prestatie |
| ------------------ | -------------------- | --------- | --------- |
| Jolanda van Hoeven | luchtpistool SH1 (v) | 8         | 440.2 pt  |

### Tafeltennis
| Paralympiër           | Onderdeel                  | Resultaat            | Prestatie |
| --------------------- | -------------------------- | -------------------- | --------- |
| Cornelis Pellegrom    | Open Klasse 1-5 (m)        | 32ste finales        |           |
| Cornelis Pellegrom    | Individueel Klasse 3 (m)   | 8ste finales         |           |
| Harold Kersten        | Open Klasse 6-10 (m)       | 16de finales         |           |
| Harold Kersten        | Individueel Klasse 6 (m)   | Brons                |           |
|                       |                            |                      |           |
| Brouwer-van der Ploeg | Open Klasse 1-5 (v)        | 16de finales         |           |
| Brouwer-van der Ploeg | Individueel Klasse 5 (v)   | kwartfinales         |           |
| Diane Hendriks        | Open Klasse 6-10 (v)       | 8ste finales         |           |
| Diane Hendriks        | Individueel Klasse 9 (v)   | 4                    |           |
| Gertrudis Laemers     | Open Klasse 1-5 (v)        | 16de finales         |           |
| Gertrudis Laemers     | Individueel Klasse 4 (v)   | Brons                |           |
| Ilonka van den Hoek   | Open Klasse 6-10 (v)       | 16de finales         |           |
| Ilonka van den Hoek   | Individueel Klasse 6-8 (v) | 3de in de groepsfase |           |
| Jolanda Paardekam     | Open Klasse 1-5 (v)        | 16de finales         |           |
| Jolanda Paardekam     | Individueel Klasse 3 (v)   | 4                    |           |

### Tennis
| Paralympiër                                          | Onderdeel      | Resultaat | Prestatie |
| ---------------------------------------------------- | -------------- | --------- | --------- |
| Eric Stuurman                                        | Enkelspel (m)  | 3de ronde |           |
| Ricky Molier                                         | Enkelspel (m)  | Goud      |           |
| Ricky Molier Eric Stuurman                           | Dubbelspel (m) | Goud      |           |
|                                                      |                |           |           |
| Chantal Vandierendonck                               | Enkelspel (v)  | Brons     |           |
| Maaike Smit                                          | Enkelspel (v)  | Goud      |           |
| Monique Kalkman-Van den Bosch                        | Enkelspel (v)  | Zilver    |           |
| Monique Kalkman-Van den Bosch Chantal Vandierendonck | Dubbelspel (v) | Goud      |           |

### Volleybal
| Olympiër | Onderdeel | Resultaat | Prestatie |
| --- | --------- | --------- | --------- |
| Jozef Banfi Gerard Broertjes Ron Durge Richard Gesell Gerard Kroon Harry Oomen Johan Reekers Gerard Spreeuwenberg Pieter Top Andre Venderbosch Bjorn van Unen Edwin van der Broek | Mannen    |           |           |

### Wielersport
| Paralympiër                              | Onderdeel              | Resultaat | Prestatie  |
| Baan                                     | Baan                   | Baan      | Baan       |
| ---------------------------------------- | ---------------------- | --------- | ---------- |
| Jan Mulder Pascal Schoots piloot         | achtervolging open (m) | Goud      | 4:37.949 s |
| Weg                                      |                        |           |            |
| Jan Mulder Jeremy Eilander piloot        | 100/120k open (m)      | 5         | 2:26:35 s  |
| Willem Buitendijk Sander van Donk piloot | 100/120k open (m)      | 15        | 2:31:47 s  |
| Gerard Remery Henny van Baars piloot     | 100/120k open (m)      | 19        | 2:40:57 s  |

### Zeilen
| Paralympiër                                                        | Onderdeel                   | Resultaat | Prestatie |
| ------------------------------------------------------------------ | --------------------------- | --------- | --------- |
| Theodorus Bouwman Udo Hessels Pieter van Asten Marijke Wolfswinkel | teamboot, vier personen (g) | 7         | 39.75 pt  |

### Zwemmen
| Paralympiër            | Onderdeel                 | Resultaat         | Prestatie         |
| ---------------------- | ------------------------- | ----------------- | ----------------- |
| Alwin de Groot         | 50 m Vrije Slag S10 (m)   | Goud              | 26.52 s           |
| Alwin de Groot         | 100 m Rugslag S10 (m)     | Goud              | 1:04.10 s         |
| Alwin de Groot         | 100 m Schoolslag SB9 (m)  | Zilver            | 1:18.19 s         |
| Alwin de Groot         | 100 m Vlinderslag S10 (m) | Zilver            | 1:03.02 s         |
| Alwin de Groot         | 100 m Vrije Slag S10 (m)  | Goud              | 57.26 s           |
| Alwin de Groot         | 200 m Wisselslag SM10 (m) | Goud              | 2:19.75 s         |
| Alwin de Groot         | 400 m Vrije Slag S10 (m)  | Goud              | 4:26.55 s         |
| Alwin Houtsma          | 50 m Vrije Slag MH (m)    | Goud              | 26.18 s           |
| Alwin Houtsma          | 100 m Vrije Slag MH (m)   | Goud              | 56.40 s           |
| Casper de Widt         | 50 m Vrije Slag MH (m)    | 11de in de heats  | 29.22 s           |
| Casper de Widt         | 100 m Vrije Slag MH (m)   | 10de in de heats  | 1:05.09 s         |
| Gijsbertus Verwij      | 50 m Vlinderslag S6 (m)   | 6                 | 40.84 s           |
| Gijsbertus Verwij      | 50 m Vrije Slag S6 (m)    | 10de in de heats  | 39.38 s           |
| Gijsbertus Verwij      | 100 m Vrije Slag S6 (m)   | 11de in de heats  | 1:25.88 s         |
| Gijsbertus Verwij      | 200 m Vrije Slag S6 (m)   | 13de in de heats  | 3:06.27 s         |
| Gijsbertus Verwij      | 200 m Wisselslag SM6 (m)  | 11de in de heats  | 3:38.07 s         |
| Joost de Hoogh         | 50 m Vrije Slag S10 (m)   | 12de in de heats  | 29.22 s           |
| Joost de Hoogh         | 100 m Rugslag S10 (m)     | 5                 | 1:08.06 s         |
| Joost de Hoogh         | 100 m Schoolslag SB10 (m) | 6                 | 1:24.45 s         |
| Joost de Hoogh         | 100 m Vlinderslag S10 (m) | 14de in de heats  | 1:13.16 s         |
| Joost de Hoogh         | 100 m Vrije Slag S10 (m)  | 14de in de heats  | 1:01.80 s         |
| Joost de Hoogh         | 200 m Wisselslag SM10 (m) | 4                 | 2:29.19 s         |
| Joost de Hoogh         | 400 m Vrije Slag S10 (m)  | 4                 | 4:32.17 s         |
| Jurgen Lentink         | 50 m Vrije Slag B3 (m)    | 12de in de heats  | 28.83 s           |
| Jurgen Lentink         | 100 m Rugslag B3 (m)      | Brons             | 1:11.30 s         |
| Jurgen Lentink         | 100 m Schoolslag B3 (m)   | Brons             | 1:16.09 s         |
| Jurgen Lentink         | 200 m Wisselslag B3 (m)   | 4                 | 2:33.87 s         |
| Jurgen Lentink         | 400 m Vrije Slag B3 (m)   | 8                 | 5:02.16 s         |
| Jurjen Engelsman       | 50 m Vrije Slag S10 (m)   | 4                 | 26.95 s           |
| Jurjen Engelsman       | 100 m Rugslag S10 (m)     | Brons             | 1:07.11 s         |
| Jurjen Engelsman       | 100 m Schoolslag SB9 (m)  | Goud              | 1:14.63 s         |
| Jurjen Engelsman       | 100 m Vlinderslag S10 (m) | dsq               | Gediskwalificeerd |
| Jurjen Engelsman       | 100 m Vrije Slag S10 (m)  | Brons             | 58.13 s           |
| Jurjen Engelsman       | 200 m Wisselslag SM10 (m) | Zilver            | 2:21.12 s         |
| Jurjen Engelsman       | 400 m Vrije Slag S10 (m)  | 11de in de heats  | 4:46.59 s         |
| Kasper Engel           | 50 m Vrije Slag S6 (m)    | 6                 | 36.25 s           |
| Kasper Engel           | 100 m Rugslag S6 (m)      | 6                 | 1:27.76 s         |
| Kasper Engel           | 100 m Vrije Slag S6 (m)   | 6                 | 1:18.17 s         |
| Kasper Engel           | 200 m Vrije Slag S6 (m)   | 5                 | 2:45.94 s         |
| Kasper Engel           | 200 m Wisselslag SM6 (m)  | 5                 | 3:15.17           |
| Laurentius van Geel    | 50 m Vlinderslag S7 (m)   | dsq               | Gediskwalificeerd |
| Laurentius van Geel    | 50 m Vrije Slag S7 (m)    | 23ste in de heats | 35.36 s           |
| Laurentius van Geel    | 100 m Rugslag S7 (m)      | 7                 | 1.24.86 s         |
| Laurentius van Geel    | 100 m Schoolslag SB7 (m)  | Brons             | 1:31.17 s         |
| Laurentius van Geel    | 100 m Vrije Slag S7 (m)   | 22ste in de heats | 1:16.89 s         |
| Laurentius van Geel    | 200 m Wisselslag SM7 (m)  | 12de in de heats  | 3:05.68 s         |
| Rutger Sturkenboom     | 50 m Vrije Slag S9 (m)    | Zilver            | 28.12 s           |
| Rutger Sturkenboom     | 100 m Schoolslag SB9 (m)  | 6                 | 1:22.85 s         |
| Rutger Sturkenboom     | 100 m Vlinderslag S9 (m)  | 10de in de heats  | 1:13.37 s         |
| Rutger Sturkenboom     | 100 m Vrije Slag S9 (m)   | Zilver            | 1:01.09 s         |
| Rutger Sturkenboom     | 200 m Wisselslag SM9 (m)  | Zilver            | 2:30.96 s         |
| Rutger Sturkenboom     | 400 m Vrije Slag S9 (m)   | 9de in de heats   | 4:59.49 s         |
|                        |                           |                   |                   |
| Arnica den Drijver     | 50 m Vrije Slag MH (v)    | 11de in de heats  | 34.91 s           |
| Arnica den Drijver     | 100 m Vrije Slag MH (v)   | 7                 | 1:15.63 s         |
| Frouwkje Harkema       | 50 m Rugslag S4 (v)       | 6                 | 1:27.76 s         |
| Frouwkje Harkema       | 50 m Schoolslag SB3 (v)   | 7                 | 1:25.03 s         |
| Frouwkje Harkema       | 150 m Wisselslag SM4 (v)  | 10de in de heats  | 4:26.83 s         |
| Gerda Lampers          | 50 m Vlinderslag S7 (v)   | 6                 | 56.57 s           |
| Gerda Lampers          | 50 m Vrije Slag S7 (v)    | 13de in de heats  | 42.98 s           |
| Gerda Lampers          | 100 m Schoolslag SB6 (v)  | Brons             | 2:01.58 s         |
| Gerda Lampers          | 100 m Vrije Slag S7 (v)   | 11de in de heats  | 1:31.52 s         |
| Gerda Lampers          | 200 m Wisselslag SM7 (v)  | 11de in de heats  | 3:53.77 s         |
| Iris Assenberg         | 50 m Vlinderslag S7 (v)   | 9de in de heats   | 1:02.50 s         |
| Iris Assenberg         | 100 m Schoolslag SB7 (v)  | 4                 | 2:00.93 s         |
| Iris Assenberg         | 200 m Wisselslag SM7 (v)  | 13de in de heats  | 4:14.92 s         |
| Irma van Bussel        | 50 m Vrije Slag S7 (v)    | 12de in de heats  | 42.90 s           |
| Irma van Bussel        | 100 m Rugslag S7 (v)      | 6                 | 1:40.02 s         |
| Irma van Bussel        | 100 m Schoolslag SB7 (v)  | 6                 | 2:02.27 s         |
| Marianne van Til       | 50 m Rugslag S2 (v)       | 6                 | 1:54.80 s         |
| Marianne van Til       | 50 m Schoolslag SB3 (v)   | 11de in de heats  | 1:43.91 s         |
| Marianne van Til       | 50 m Vrije Slag S2 (v)    | 6                 | 1:40.39 s         |
| Marianne van Til       | 100 m Vrije Slag S2 (v)   | 5                 | 3:55.36 s         |
| Petra Reuvekamp        | 50 m Vrije Slag S8 (v)    | 8                 | 38.34 s           |
| Petra Reuvekamp        | 100 m Rugslag S8 (v)      | 7                 | 1:45.50 s         |
| Petra Reuvekamp        | 100 m Schoolslag SB7 (v)  | Brons             | 1:59.45 s         |
| Petra Reuvekamp        | 100 m Vrije Slag S8 (v)   | Brons             | 1:20.32 s         |
| Petra Reuvekamp        | 200 m Wisselslag SM8 (v)  | 5                 | 3:36.71 s         |
| Petra Reuvekamp        | 400 m Vrije Slag S8 (v)   | Zilver            | 5:55.08 s         |
| Syreeta van Amelsvoort | 50 m Vrije Slag S8 (v)    | 4                 | 36.29 s           |
| Syreeta van Amelsvoort | 100 m Rugslag S8 (v)      | 4                 | 1:34.17 s         |
| Syreeta van Amelsvoort | 100 m Schoolslag SB8 (v)  | Brons             | 1:39.38 s         |
| Syreeta van Amelsvoort | 100 m Vlinderslag S8 (v)  | Goud              | 1:25.71 s         |
| Syreeta van Amelsvoort | 100 m Vrije Slag S8 (v)   | 5                 | 1:21.25 s         |
| Syreeta van Amelsvoort | 200 m Wisselslag S8 (v)   | Zilver            | 3:11.30 s         |
| Syreeta van Amelsvoort | 400 m Vrije Slag S8 (v)   | 4                 | 6:22.40 s         |

Afghanistan · 
Algerije · 
Angola · 
Argentinië · 
Armenië · 
Australië · 
Azerbeidzjan · 
Bahrain · 
België · 
Bermuda · 
Bosnië en Herzegovina · 
Brazilië · 
Bulgarije · 
Burkina Faso · 
Canada · 
Chili · 
China · 
Chinees Taipei · 
Colombia · 
Cuba · 
Cyprus · 
Denemarken · 
Dominicaanse Republiek · 
Duitsland · 
Ecuador · 
Egypte · 
Estland · 
Faeröer · 
Fiji · 
Finland · 
Frankrijk · 
Griekenland · 
Groot-Brittannië · 
Honduras · 
Hong Kong · 
Hongarije · 
IJsland · 
Ierland · 
India · 
Indonesië · 
Iran · 
Israel · 
Italië · 
Ivoorkust · 
Jamaica · 
Japan · 
Joegeslavië · 
Jordanië · 
Kazachstan · 
Kenia · 
Kirgizië · 
Koeweit · 
Korea · 
Kroatië · 
Letland · 
Libië · 
Litouwen · 
Luxemburg · 
Macau · 
Macedonië · 
Maleisië · 
Marokko · 
Mauritius · 
Mexico · 
Moldova · 
Nederland · 
Nieuw-Zeeland · 
Nigeria · 
Noorwegen · 
Oeganda · 
Oekraïne · 
Oman · 
Oostenrijk · 
Pakistan · 
Panama · 
Peru · 
Polen · 
Portugal · 
Puerto Rico · 
Qatar · 
Roemenië · 
Rusland · 
Saoedi-Arabië · 
Sierra Leone · 
Singapore · 
Slovenië · 
Slowakije · 
Spanje · 
Sri Lanka · 
Syrië · 
Thailand · 
Tsjechië · 
Tunesië · 
Uruguay · 
Venezuela · 
Verenigde Arabische Emiraten · 
Verenigde Staten · 
Wit-Rusland · 
Zambia · 
Zimbabwe · 
Zuid-Afrika · 
Zweden · 
Zwitserland